# موریلو راجکه
موریلو راجکه (در تلفظ دیگر: موریلو رادکه) (انگلیسی: Murilo Radke) بازیکن والیبال اهل برزیل است.
موریلو در حال حاضر عضو تیم ملی والیبال برزیل و باشگاه ترانسفر بیدگوشچ است.